# Avitta discipuncta
Avitta discipuncta là một loài bướm đêm trong họ Noctuidae.